# شیرشتاین
شیرشتاین (به آلمانی: Wiesbaden-Schierstein) یک منطقهٔ مسکونی در آلمان است که در ویسبادن واقع شده‌است. شیرشتاین ۱۰٬۱۱۹ نفر جمعیت دارد.